# Louis Vuitton
Louis Vuitton è un'azienda francese specializzata in accessori moda e pelletteria. Appartiene alla multinazionale di beni di lusso francese Moët Hennessy Louis Vuitton SA e ne è il marchio principale. Louis Vuitton è una delle principali case di moda internazionali al mondo; vende i suoi prodotti attraverso boutique indipendenti, reparti di locazione di fascia alta, grandi magazzini e tramite la sezione e-commerce del proprio sito web.
Per sei anni consecutivi, Louis Vuitton è stato nominato il marchio di lusso più prezioso al mondo. La sua valutazione nel 2012 è stata di 25,9 miliardi di dollari. La valutazione 2013 del marchio è stata di 28,4 miliardi di dollari, con un fatturato di 9,4 miliardi di dollari. L'azienda opera in 50 paesi con quasi 460 negozi in tutto il mondo, di cui 27 in Italia.

## Storia dell'azienda

### Dalla fondazione alla seconda guerra mondiale

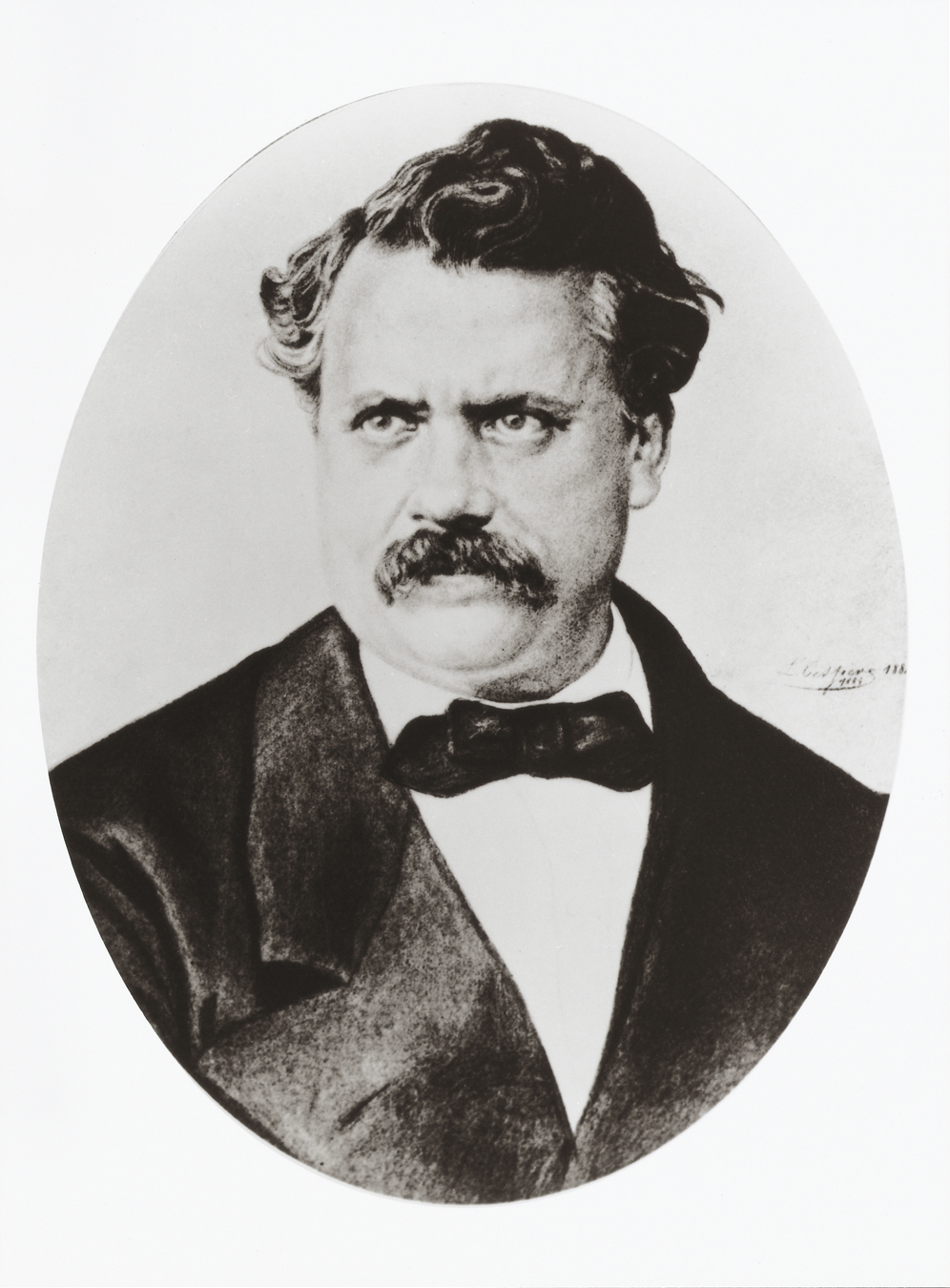
Il fondatore Louis Vuitton

Louis Vuitton nacque a Lavans-sur-Valouse, il 4 agosto 1821. Nel 1835 lasciò la sua città d'origine nel dipartimento francese del Giura. Due anni dopo giunse a Parigi e cominciò a lavorare come apprendista per il fabbricante di valigie Monsieur Marechal. Fondò il marchio omonimo nel 1854 e fu ben presto molto imitato.
Nel 1867 il marchio partecipò all'esposizione universale di Parigi.
Nel 1885 Vuitton aprì il suo primo punto vendita estero, a Londra nella Oxford Street.
Al 1888 risale l'invenzione del pattern Damier Canvas, nel cui logo c'era scritto "marque L. Vuitton déposée", ossia "marchio registrato L. Vuitton". Nel 1892 Vuitton morì e l'amministrazione del gruppo passò a suo figlio Georges.
Per promuovere a livello internazionale la compagnia Georges Vuitton esibì i prodotti al Chicago's World Fair del 1893. Nel 1896 Vuitton lanciò il celebre marchio Monogram che, ispirandosi al design orientale della tarda Età vittoriana, affiancava le iniziali del fondatore (LV) ai simboli di fiori e quadrifogli. Nello stesso anno Georges visitò varie città degli Stati Uniti (New York, Filadelfia e Chicago) vendendo i prodotti Vuitton. Nel 1901 il gruppo lanciò la prima Steamer Bag.
Nel 1913 venne aperta la storica boutique negli Avenue des Champs-Élysées di Parigi. All'inizio della prima guerra mondiale Louis Vuitton aveva negozi a New York, Bombay, Washington, Londra, Alessandria d'Egitto e Buenos Aires. Negli anni successivi furono introdotte la Keepall Bag (1930) e la Noè (1932), creata originariamente con lo scopo di trasportare bottiglie di champagne, ma soprattutto uno dei modelli più venduti dalla griffe francese, la Speedy. Nel 1936 Georges Vuitton morì e suo figlio, Gaston-Louis Vuitton, assunse il controllo dell'azienda di famiglia. Durante la seconda guerra mondiale, la LV collaborò coi nazisti durante l'occupazione tedesca della Francia.
Louis Vuitton è una delle case leader nel mondo della moda internazionale e i suoi prodotti comprendono, oltre alle valigie di lusso, scarpe, orologi, gioielli, accessori, occhiali da sole e libri. La sua valutazione nel 2012 è di 25,9 miliardi di dollari.

### Storia recente e l'arrivo di Marc Jacobs

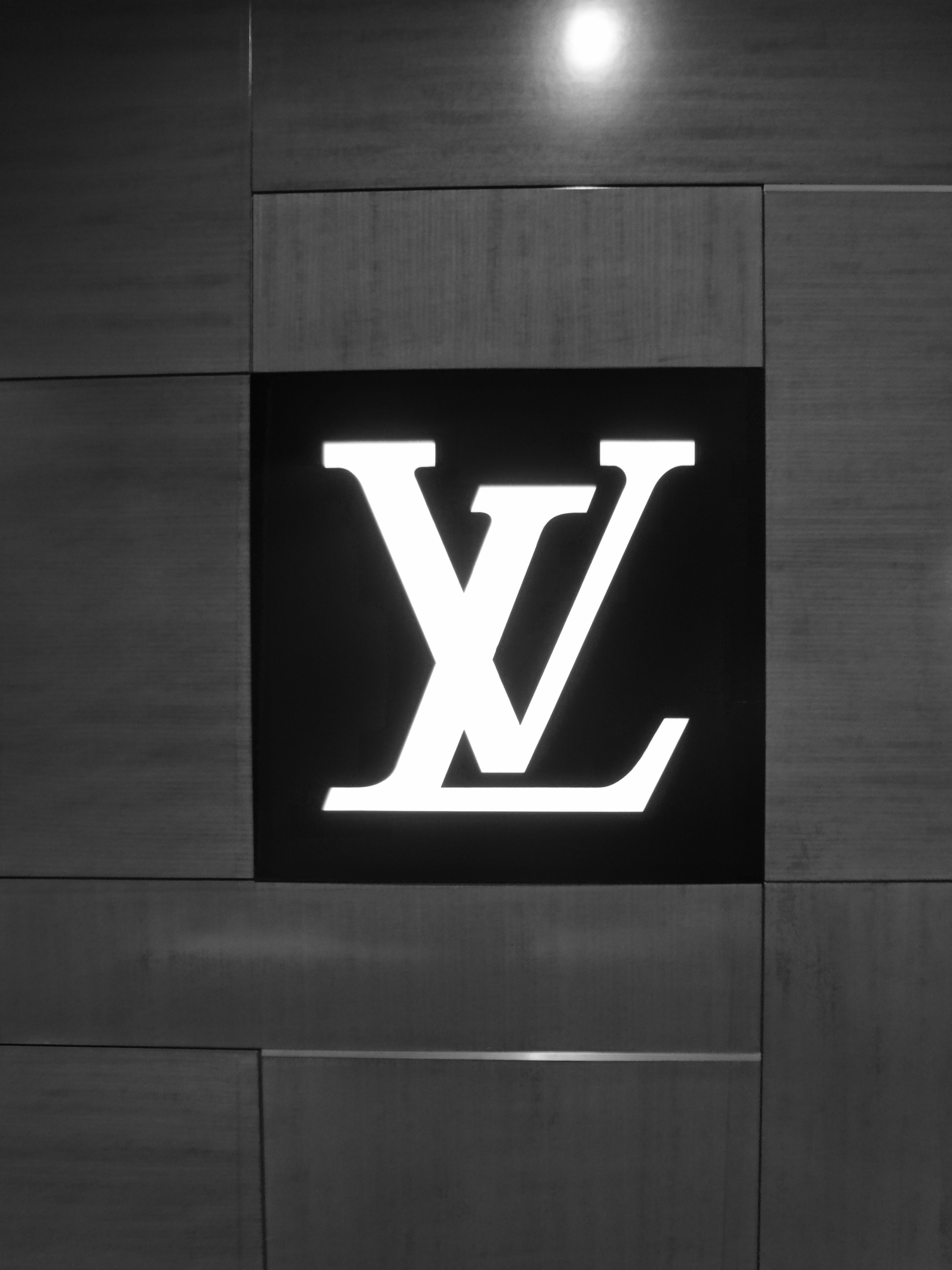
L'iconica scritta LV dell'azienda, Madrid

A partire dal 2000 l'azienda, sotto la guida di Odile Vuitton (figlia di Gaston-Louis) e del di lei marito Henri Ricamier, diventò una multinazionale. Nel 1987 la holding Louis Vuitton SA si quota alla Borsa di Parigi ed è proprietaria, oltre che dello storico marchio, anche del blasonato champagne Veuve Clicquot Ponsardin. La joint venture con Moët Hennessy prese il nome di Moët Hennessy Louis Vuitton SA, nota anche con l'abbreviazione LVMH.
Dal 1983 al 1997 l'azienda divenne sponsor principale dell'America's Cup: in questo periodo le regate di selezione dello sfidante si svolsero col nome di Louis Vuitton Cup. Nel 1989 Bernard Arnault ottenne il 42% delle azioni del gruppo LVMH, divenendone il maggior azionista. Nel 1997 Marc Jacobs divenne il direttore artistico della azienda; nel marzo dell'anno successivo ha progettato e introdotto la società prima linea di "prêt-à-porter" di abbigliamento per uomo e donna. Sotto la guida Jacobs l'azienda ha stretto collaborazioni importanti con artisti come Kanye West, Stephen Sprouse, Takashi Murakami e Yayoi Kusama.
L'azienda Louis Vuitton coltiva con cura un seguito di celebrità e ha utilizzato modelli famosi, musicisti e attori come Kate Moss, Keith Richards, Madonna, Eva Herzigová, Jennifer Lopez, Naomi Campbell, Sean Connery, Hayden Christensen, Steffi Graf, Andre Agassi, Gisele Bündchen, Uma Thurman, Catherine Deneuve, Michael Phelps, Angelina Jolie e più di recente David Bowie, Michelle Williams, Léa Seydoux e Alicia Vikander nelle sue campagne di marketing.

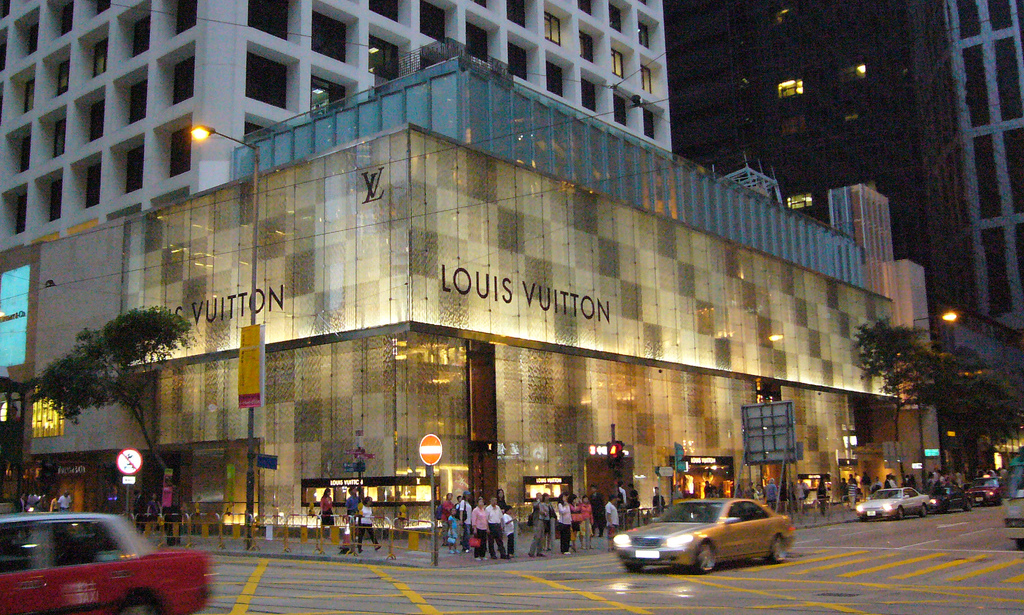
Un negozio di Louis Vuitton a Hong Kong

L'azienda si è costruita un nome prestigioso nel mercato dei beni di lusso e viene ricordata accanto a marchi come Fendi, Burberry, Hermès, Gucci o Givenchy. È possibile acquistare un prodotto LV originale soltanto nelle circa 300 filiali monomarca in tutto il mondo e su internet esclusivamente sul sito ufficiale www.louisvuitton.com.
Nel 2003 il volume d'affari è stato di 14,3 miliardi di dollari, di cui circa la metà solo in Giappone. Altri Paesi notevoli in termini di fatturato sono stati la Russia, l'Italia e gli Emirati Arabi Uniti.
Il 2 ottobre 2013, dopo 16 anni, finisce la collaborazione tra Louis Vuitton e Marc Jacobs. Al suo posto, il 4 novembre 2013, viene nominato Nicolas Ghesquière, Stilista conosciuto per il suo lavoro nel marchio Balenciaga.
Il 7 aprile 2014, Edouard Schneider è diventato il capo della stampa e delle pubbliche relazioni di Louis Vuitton sotto Frédéric Winckler, che è il direttore delle comunicazioni e degli eventi di Vuitton.
Il 18 gennaio 2017 l’azienda ha tenuto una sfilata di moda dove è stata confermata una collaborazione con Supreme NYC.

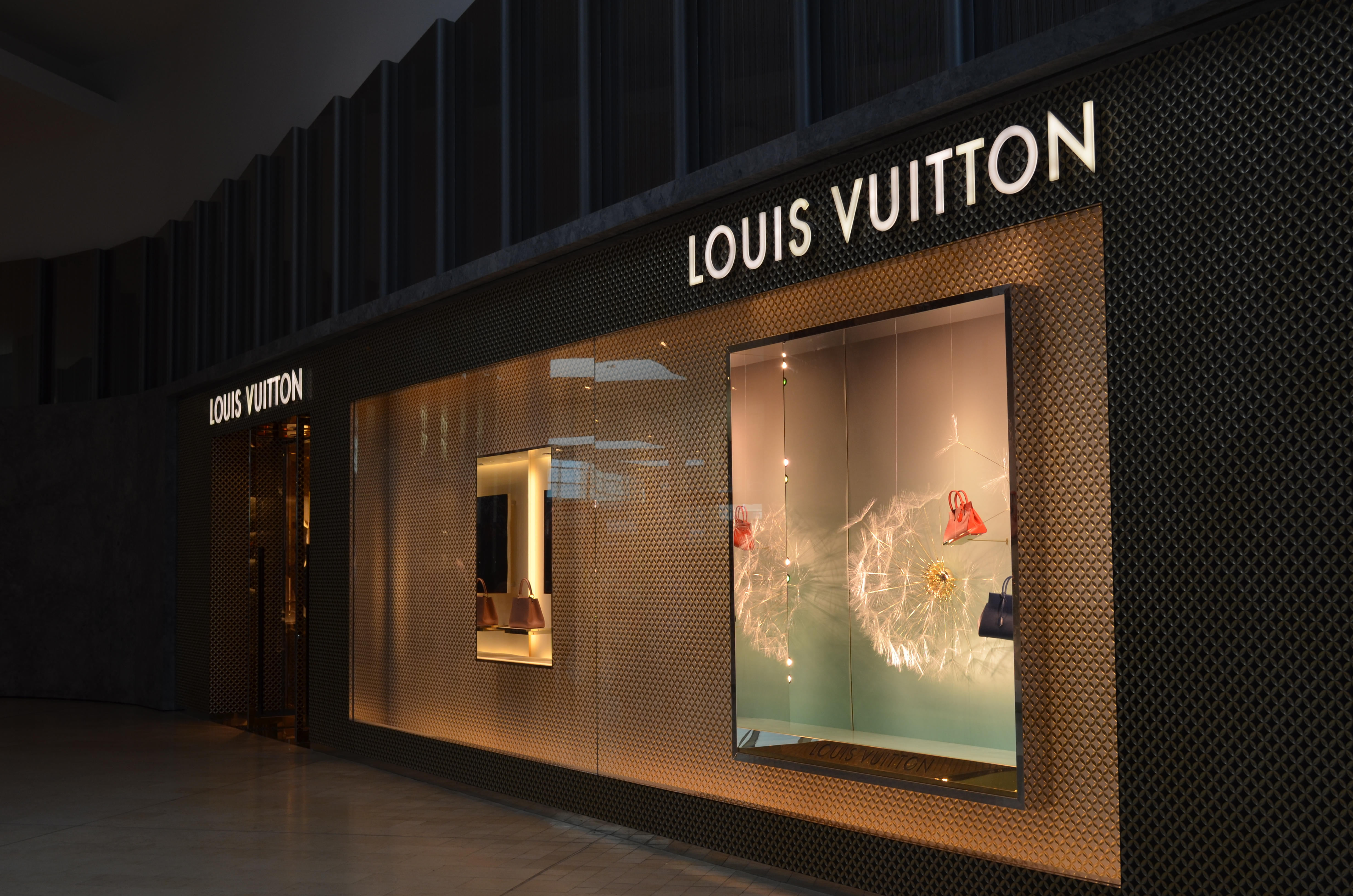
Un negozio di Louis Vuitton a Toronto, Canada.

Il 26 marzo 2018, Virgil Abloh è stato nominato direttore artistico dell'abbigliamento maschile, in sostituzione di Kim Jones che ha iniziato a lavorare per Dior, Virgil è il primo direttore artistico afroamericano dell'etichetta e uno dei pochi designer di una grande casa di moda europea. La sua sfilata di debutto si è tenuta alla settimana della moda maschile di Parigi 2018 ed è stata allestita nello storico cortile dei giardini del Palais-Royal. LV era al primo posto nella top 10 dei marchi di lusso più preziosi di BrandZ nel 2019, con un valore di $47,2 miliardi.
Il 15 gennaio 2020, l'azienda ha acquisito il diamante Sewelô, il secondo diamante grezzo più grande mai trovato nella storia, da Lucara Diamond che l'hanno estratto dalla loro miniera in Botswana.

## Brand

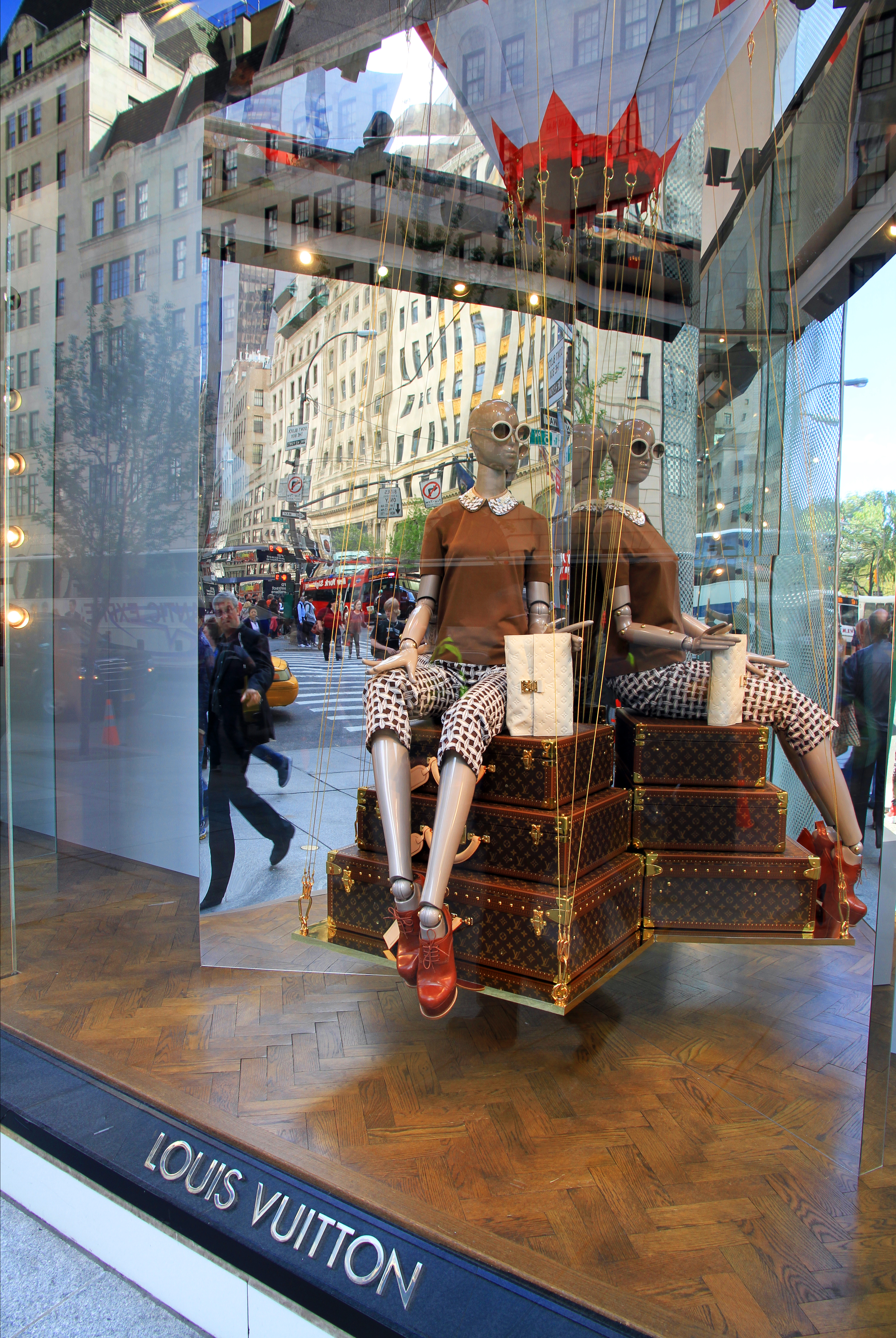
Negozio di Vuitton nella Fifth Avenue, New York, 2013

Il marchio Louis Vuitton e il monogramma LV sono tra i marchi più preziosi al mondo. Secondo uno studio di Millward Brown del 2010, Louis Vuitton era il diciannovesimo marchio più prezioso al mondo e si stima che valesse oltre 19 miliardi di dollari. Per sei anni consecutivi, Louis Vuitton è stata la numero uno della lista dei 10 marchi più potenti pubblicata dallo studio BrandZ del 2011 di Millward Brown Optimor con un valore di 24,3 miliardi di dollari. Era più del doppio del valore del secondo marchio in classifica.
Louis Vuitton è uno dei marchi più contraffatti nel mondo della moda grazie alla sua immagine di status symbol. Ironia della sorte, la firma Monogram Canvas è stata creata per prevenire la contraffazione. Nel 2004, i falsi Louis Vuitton rappresentavano il 18% degli accessori contraffatti sequestrati nell'Unione europea.
L'azienda cerca attivamente di sradicare la contraffazione e impiega un team di avvocati e agenzie investigative speciali per perseguire i trasgressori attraverso i tribunali di tutto il mondo. L'azienda destina circa la metà del suo budget per le comunicazioni alla contraffazione delle sue merci. LVMH, la società madre di Vuitton, ha descritto "circa 60 persone a vari livelli di responsabilità che lavorano a tempo pieno sulla lotta alla contraffazione in collaborazione con un'ampia rete di investigatori esterni e un team di avvocati". L'azienda controlla da vicino la distribuzione dei suoi prodotti. Fino agli anni '80, i prodotti Vuitton erano ampiamente venduti nei grandi magazzini, come Neiman Marcuse alla Quinta Strada. Oggi, i prodotti Vuitton sono principalmente disponibili nelle boutique Louis Vuitton di proprietà dell'azienda, con un piccolo numero di eccezioni notate nei quartieri dello shopping di lusso o all'interno dei grandi magazzini di lusso. Le boutique aziendali all'interno dei grandi magazzini operano in modo indipendente e sono gestite da dirigenti e dipendenti dell'azienda. LV ha un negozio online ufficiale, attraverso il suo sito web principale.
Nel 2006, la società ha intentato una causa contro Manifest Information Services Ltd. con sede in Colorado (alias Manifest Hostmaster e Manifest.com), tramite l'OMPI, al fine di obbligare Manifest a trasferire il nome di dominio LV.com a Louis Vuitton; l'azione legale fallì e il dominio fu successivamente acquisito da Liverpool Victoria (LV =), la più grande compagnia di assicurazioni fraterna d'Inghilterra.
Diversi artisti di musica rap di alto profilo hanno menzionato la compagnia nei testi delle canzoni, in particolare: Kanye West, Juicy J e Wiz Khalifa.

## Prodotti

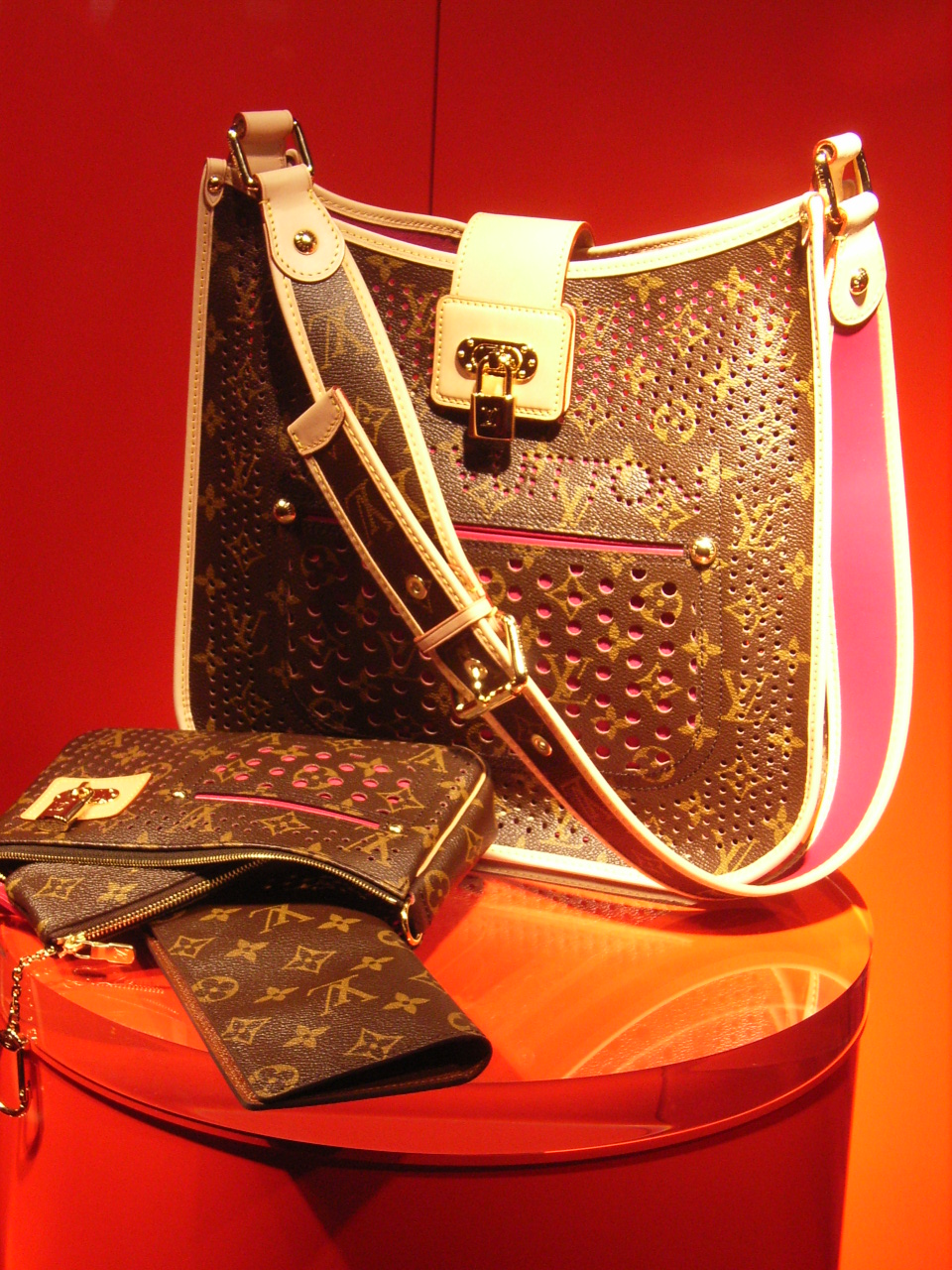
Prodotti Louis Vuitton

Dal XIX secolo, i bauli Louis Vuitton sono stati realizzati a mano. Le borse iconiche di Louis Vuitton includono la borsa Speedy e le borse Neverfull. Ogni stagione Louis Vuitton produce borse rare e in edizione limitata che sono generalmente disponibili solo su prenotazione nei negozi Louis Vuitton più grandi.
Molti dei prodotti dell'azienda utilizzano i materiali marrone Damier e Monogram Canvas, entrambi utilizzati per la prima volta alla fine del XIX secolo. Tutti i prodotti dell'azienda presentano le iniziali omonime LV. L'azienda commercializza il suo prodotto attraverso i propri negozi dislocati in tutto il mondo, il che le consente di controllare la qualità e il prezzo del prodotto. Consente inoltre a LV di impedire che prodotti contraffatti entrino nei suoi canali di distribuzione. Inoltre, l'azienda distribuisce i propri prodotti tramite il sito Web dell'azienda, LouisVuitton.com.

## Campagne pubblicitarie

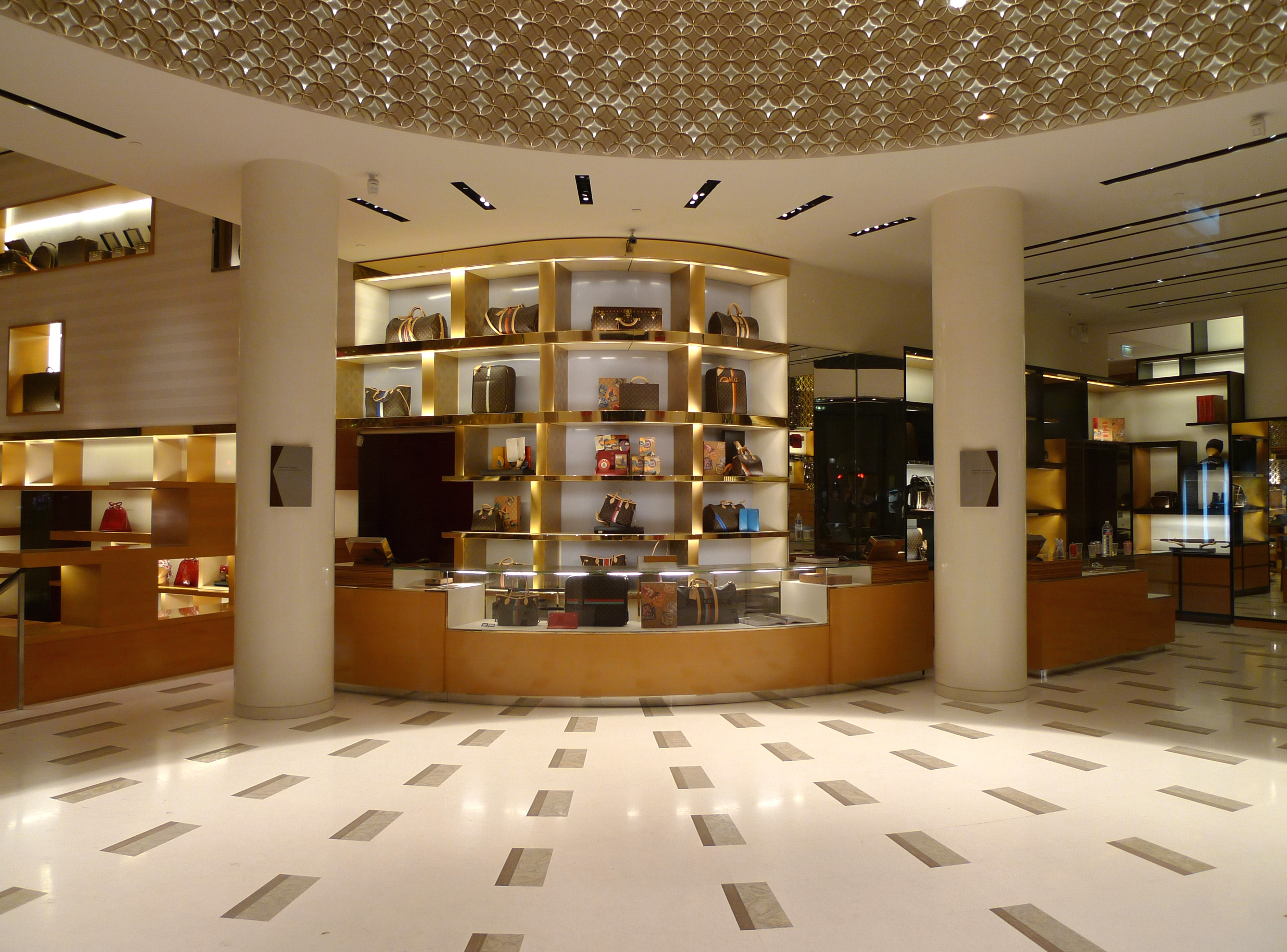
Louis Vuitton agli Champs-Elysées

L'azienda Louis Vuitton coltiva un seguito di celebrità e ha caratterizzato modelli, musicisti e attori famosi, come Jennifer Lopez, Keith Richards, Madonna, Sean Connery, Matthias Schoenaerts, Angelina Jolie, Gisele Bündchen, Michail Gorbačëv, Oh Se-hun, David Bowie e Artem Tkachuk nelle sue campagne di marketing.
L'azienda utilizza comunemente annunci stampati su riviste e cartelloni pubblicitari nelle città cosmopolite. I poster Louis Vuitton di Razzia erano popolari negli anni '80. In precedenza faceva affidamento su una stampa selezionata per le sue campagne pubblicitarie (spesso coinvolgendo star prestigiose come Steffi Graf, Andre Agassi e Catherine Deneuve) scattate da Annie Leibovitz. Tuttavia, Antoine Arnault, direttore del dipartimento comunicazione, ha da poco deciso di entrare nel mondo della televisione e del cinema: lo spot (90 secondi) esplora il tema "Dove ti porterà la vita?" ed è tradotto in 13 lingue diverse. Questo è il primo spot pubblicitario di Vuitton in assoluto ed è stato diretto dal famoso regista francese Bruno Aveillan.
Nel 2002, il presidente e amministratore delegato di LVMH Watches Daniel Lalonde (in seguito, CEO globale dei marchi LVMH Moët e Dom Pérignon) ha reclutato celebrità come Marija Šarapova, Brad Pitt, Tiger Woods e Uma Thurman, per le campagne pubblicitarie fotografate da Patrick Demarchelier. Secondo quanto riferito, gli annunci con Woods hanno portato a un aumento delle vendite del 30%, con il risultato che TAG Heuer è stato classificato come il marchio di orologi di lusso n. 2 in America entro il 2005.

## Collaborazioni speciali

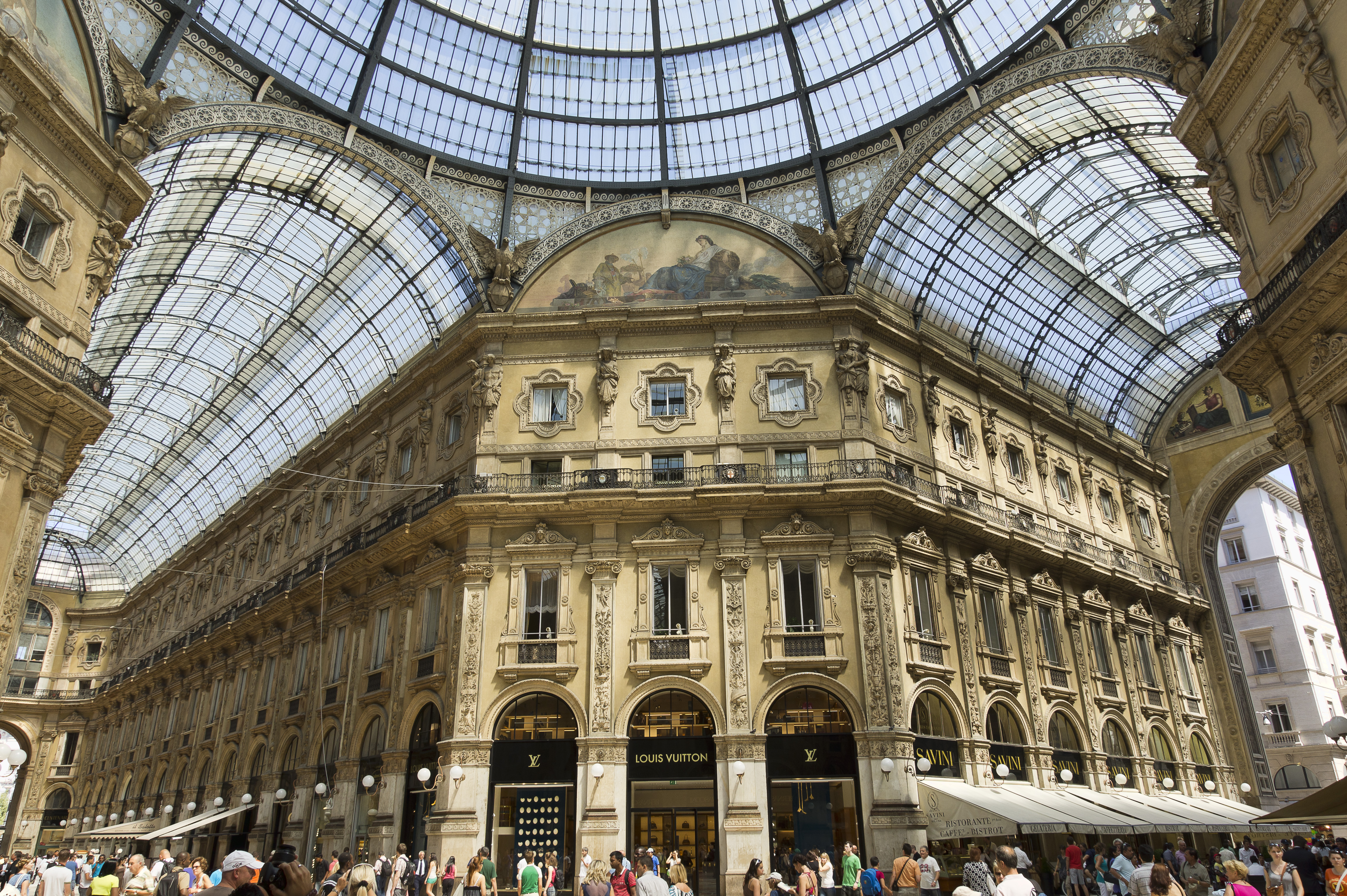
Boutique di Louis Vuitton in Galleria Vittorio Emanuele Il a Milano

Louis Vuitton ha avuto molte collaborazioni con artisti e designer di spicco.
- Takashi Murakami ha creato collezioni in edizione speciale, come la Monogramouflage Collection, che ha debuttato nel 2008, e una precedente collezione, pubblicata nel 2002, che comprendeva alcune delle sue opere d'arte. Le creazioni sono state "dipinte" sulla tradizionale tela monogramma, che ha portato una svolta radicalmente nuova al design senza tempo.
- Marc Jacobs ha anche commemorato una precedente collaborazione, progettata da Stephen Sprouse. Questa collezione, originariamente pubblicata nel 2001, presentava una stampa in grassetto che sembrava un graffito, sulla tela tradizionale. La ricostruzione della collaborazione ha utilizzato la stessa idea, ma ha dato una nuova svolta utilizzando colori audaci, come il rosa caldo, il verde neon e l'arancione, che brillano anche al buio. Questa versione ricreata della collezione di graffiti è stata finalmente rilasciata nel 2009 con grande clamore.
- Louis Vuitton ha anche collaborato con Kanye West nel 2009, progettando la sua serie limitata di scarpe.
- Nel luglio 2012, Jacobs ha collaborato con Yayoi Kusama per creare la collezione "Infinitely Kusama", che presenta colori audaci di punti sulla pelle verniciata o sulla tela monogramma. Questi pezzi sono disponibili in nero con punti bianchi, rosso con punti bianchi e giallo con punti neri.
- Louis Vuitton ha collaborato alla campagna pubblicitaria della collezione Primavera-Estate 2016 con il famosissimo franchise di videogiochi giapponese Final Fantasy e l'eroina principale del gioco Final Fantasy XIII, Lightning.
- Nel 2017 Louis Vuitton ha collaborato con il marchio di streetwear americano Supreme, rilasciando prodotti in vari negozi pop-up nelle principali città del mondo. Gli articoli presentano la tela monogramma Louis Vuitton mescolata con il design del logo della scatola Supreme.
- Sempre nel 2017, Louis Vuitton ha collaborato con l'artista Jeff Koons per due collezioni nel tentativo di "esplorare ulteriormente l'intersezione tra moda e arte".
- Nicolas Ghesquière ha collaborato con la direttrice creativa di Vogue Grace Coddington su una collezione "Catogram" a tema gatto nel 2018.
- Nel marzo 2019, il marchio ha lanciato una collezione ispirata a Michael Jackson, poi ritirata dal mercato per le controversie dovute ad un documentario accusatorio nei confronti del cantante[7][8].
- Nel giugno 2019, il marchio ha collaborato con sei artisti contemporanei Sam Falls, Urs Fischer, Nicholas Hlobo, Alex Israel, Tschabalala Self e Jonas Wood su "Artycapucines". Ogni artista ha disegnato la propria versione della borsa Capucine che è stata venduta in quantità limitate e numerate.
- Nel luglio 2019, Louis Vuitton ha aperto una mostra temporanea intitolata "Louis Vuitton X" a Los Angeles, mostrando gli articoli delle sue varie collaborazioni nel corso degli anni.
- Nell'ottobre 2019, Louis Vuitton ha collaborato con Riot Games per creare risorse digitali per la nuova linea di skin denominata "True Damage", dove è possibile vedere chiaramente il logo LV su Qiyana in League of Legends, insieme a un trofeo speciale per la League of 2019 Campionato mondiale di leggende.
- Nel giugno 2020, il marchio ha collaborato con la capsule collection del designer giapponese Nigo x Virgil Abloh.
- Nell'ottobre 2020, Nicolas Ghesquière avrebbe rinnovato il grande magazzino La Samaritaine per la sfilata di moda donna Primavera-Estate 2021 fornendo una passerella virtuale con viste a 360 gradi e posti a sedere a distanza sociale per gli ospiti.